# Buzançais
Buzançais é uma comuna francesa na região administrativa do Centro, no departamento Indre. Estende-se por uma área de 58,63 km². Em 2010 a comuna tinha 4 603 habitantes (densidade: 78,5 hab./km²).